# Areia Branca (Rio Grande do Norte)
Areia Branca  este un oraș în Rio Grande do Norte (RN), Brazilia. 